# Örbyhus
Örbyhus ist ein Ort (tätort) in der schwedischen Provinz Uppsala län und in der historischen Provinz Uppland.

## Lage
Örbyhus gehört zur Gemeinde Tierp. Der Ort liegt etwa 40 km Luftlinie nördlich der Provinzhauptstadt Uppsala und 15 km südöstlich des Gemeindezentrums Tierp. Örbyhus ist der zweitgrößte Ort der Gemeinde nach ihrem Zentralort Tierp.
Der Ort liegt an der Bahnstrecke Stockholm–Sundsvall, die heute zur Ostküstenbahn (Ostkustbana) gerechnet wird. Auf dieser betreibt das Provinzverkehrsunternehmen Upplands Lokaltrafik unter der Marke Upptåget Vorortverkehr zwischen Uppsala und Gävle. In Örbyhus zweigt eine Nebenstrecke für Güterverkehr nach Hargshamn (Hafen) und Hallstavik (Papierfabrik) an der Ostseeküste ab. Örbyhus wird südlich von der Provinzstraße 292 umgangen, die südlich Östhammar an der Ostseeküste von der Reichsstraße 76 abzweigt und über Tierp, wo die Europastraße 4 gekreuzt wird, nach Söderfors geht.
Einige Kilometer nordöstlich des Ortes erstreckt sich das Moorgebiet Florarna, das als Florarnas naturreservat unter Naturschutz steht.

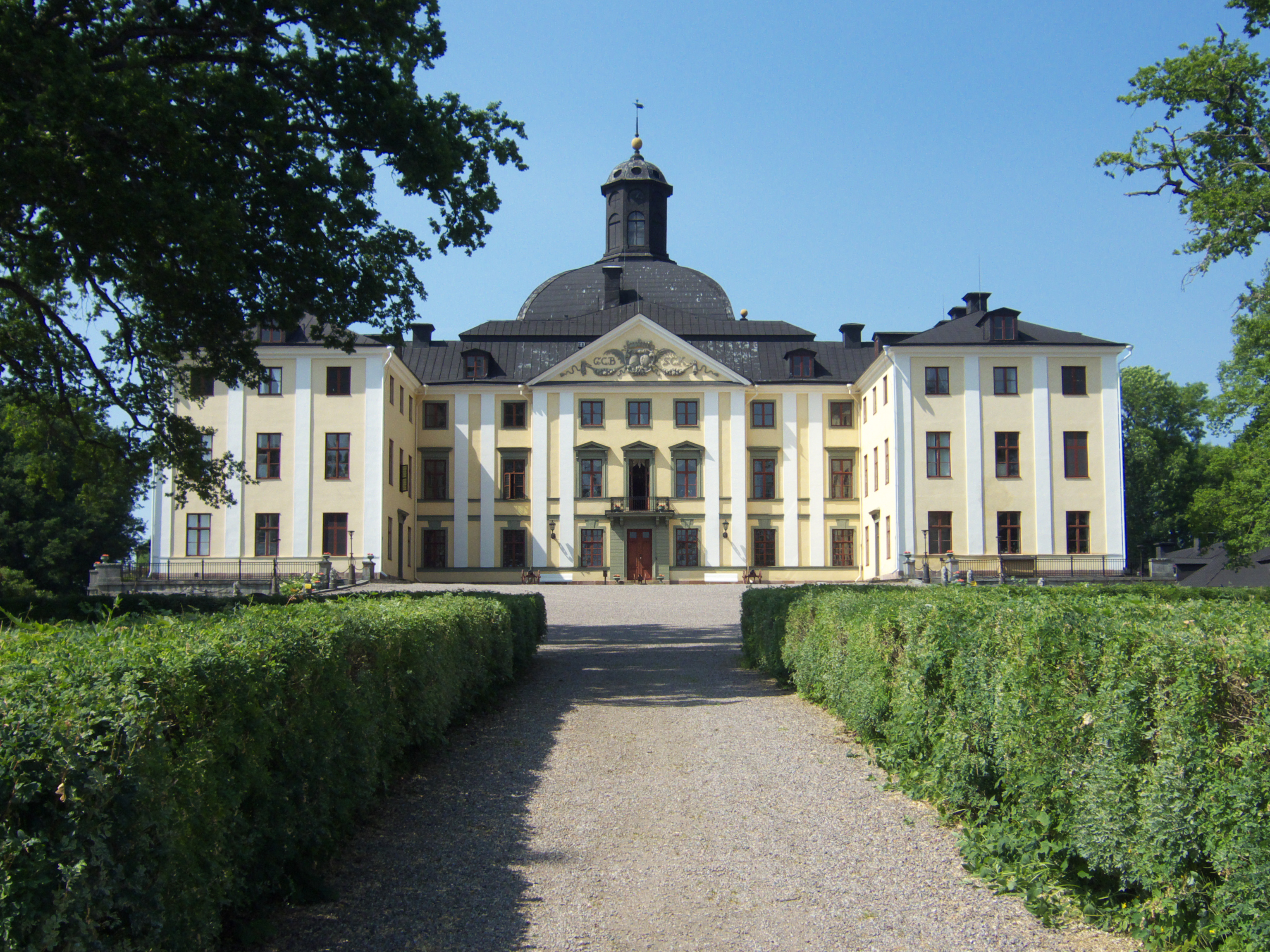
Schloss Örbyhus
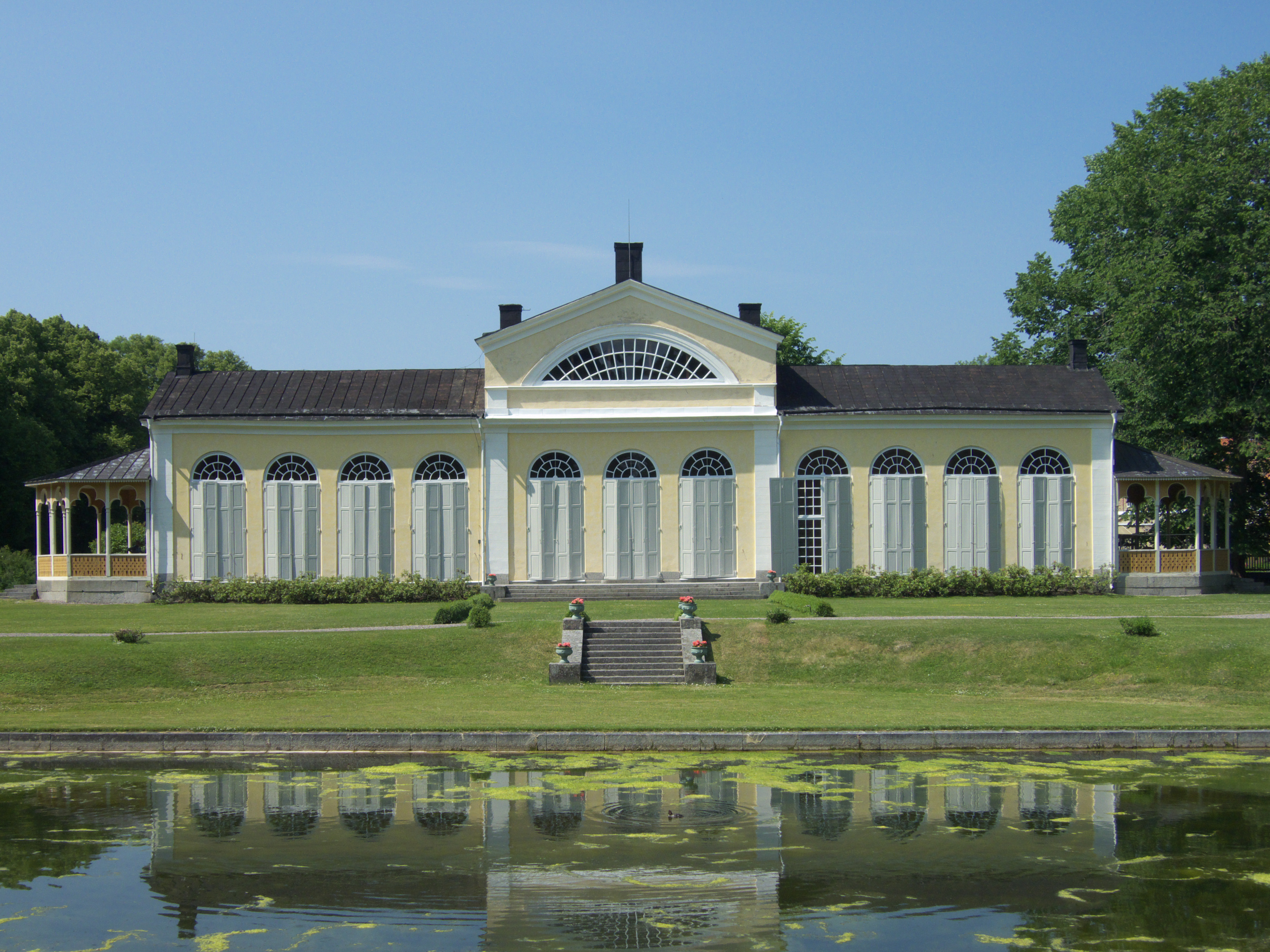
Orangerie im Schlosspark Örbyhus
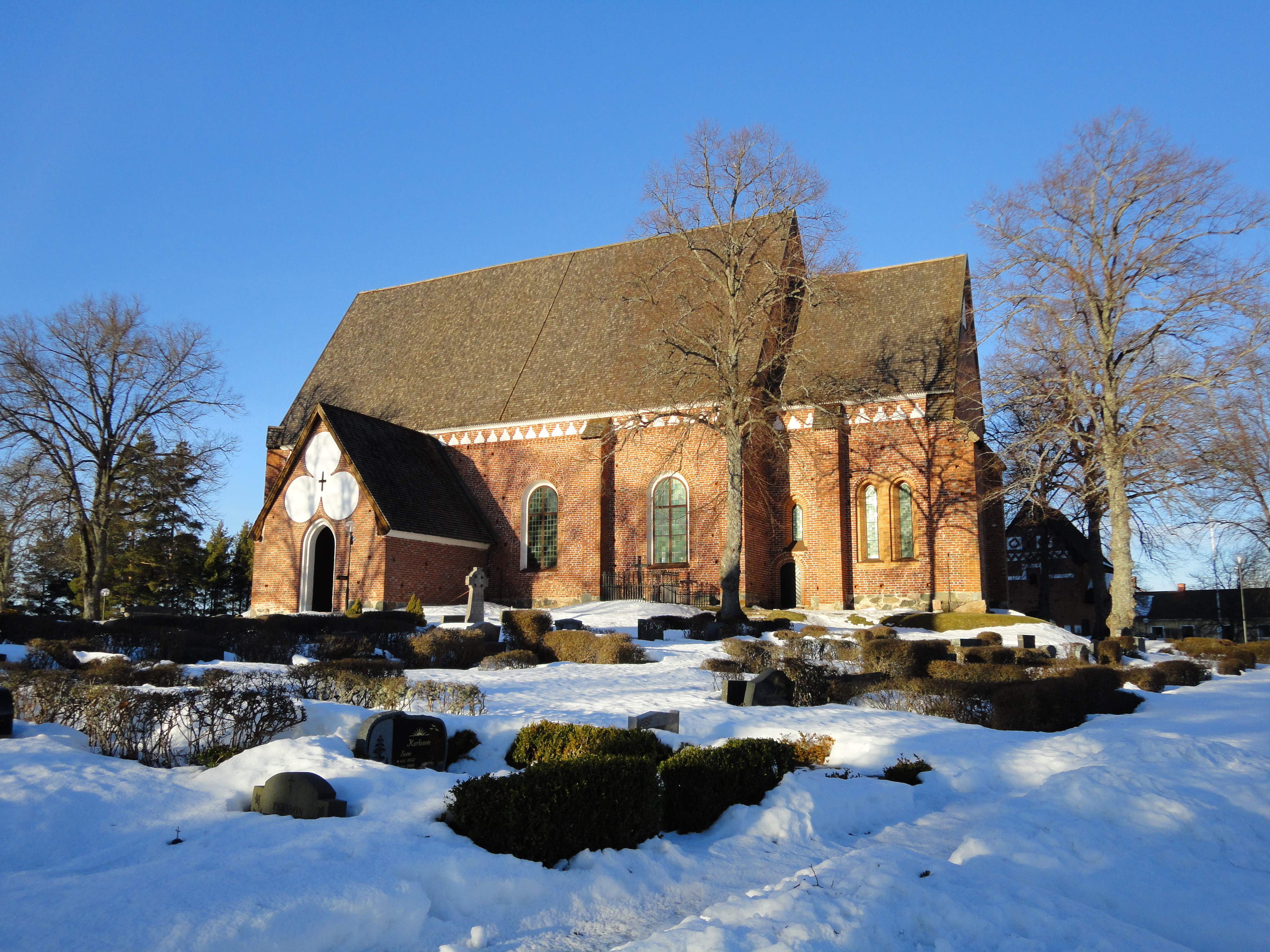
Vendels kyrka (1310)
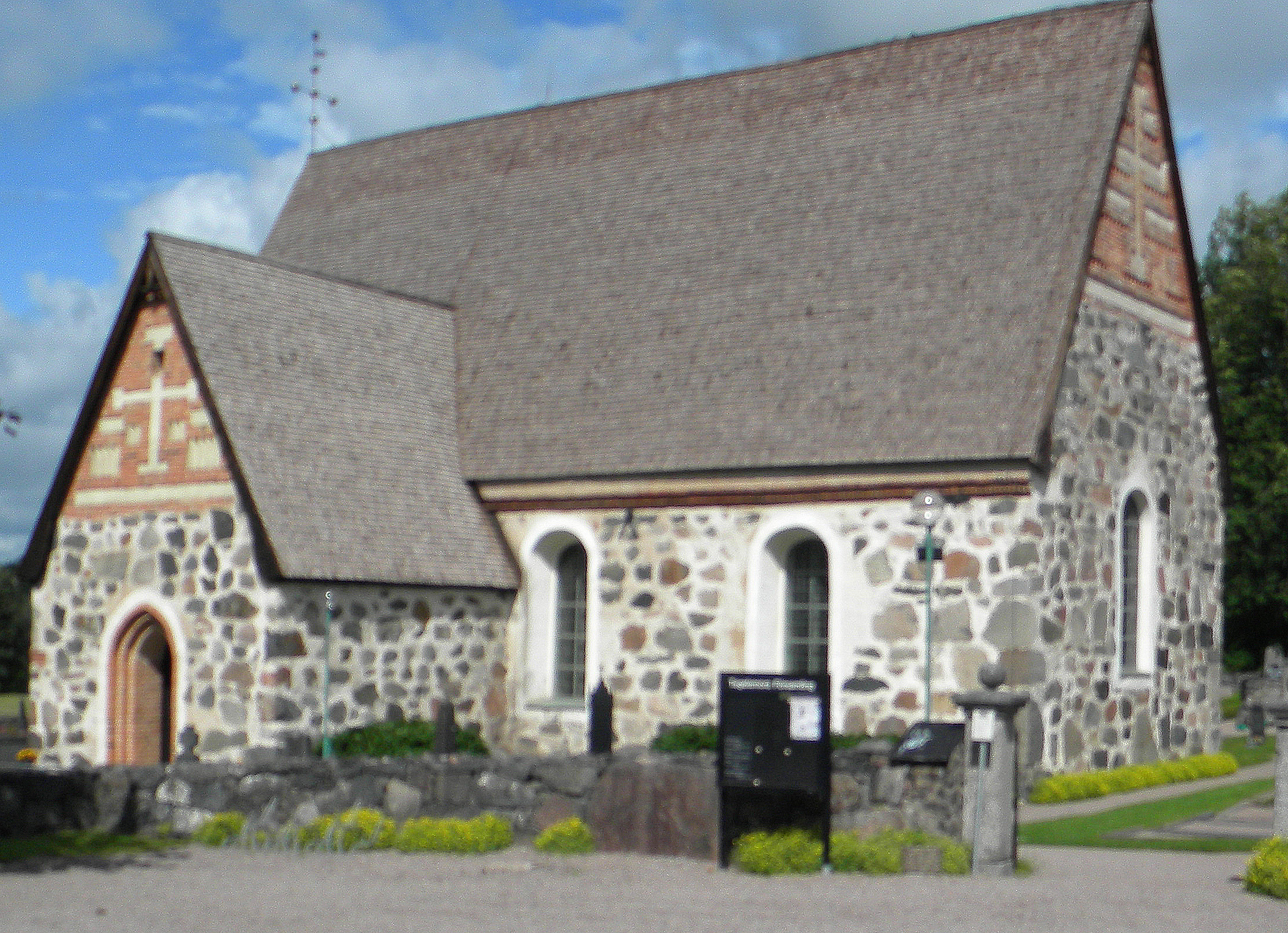
Tegelsmora kyrka (15. Jahrhundert)
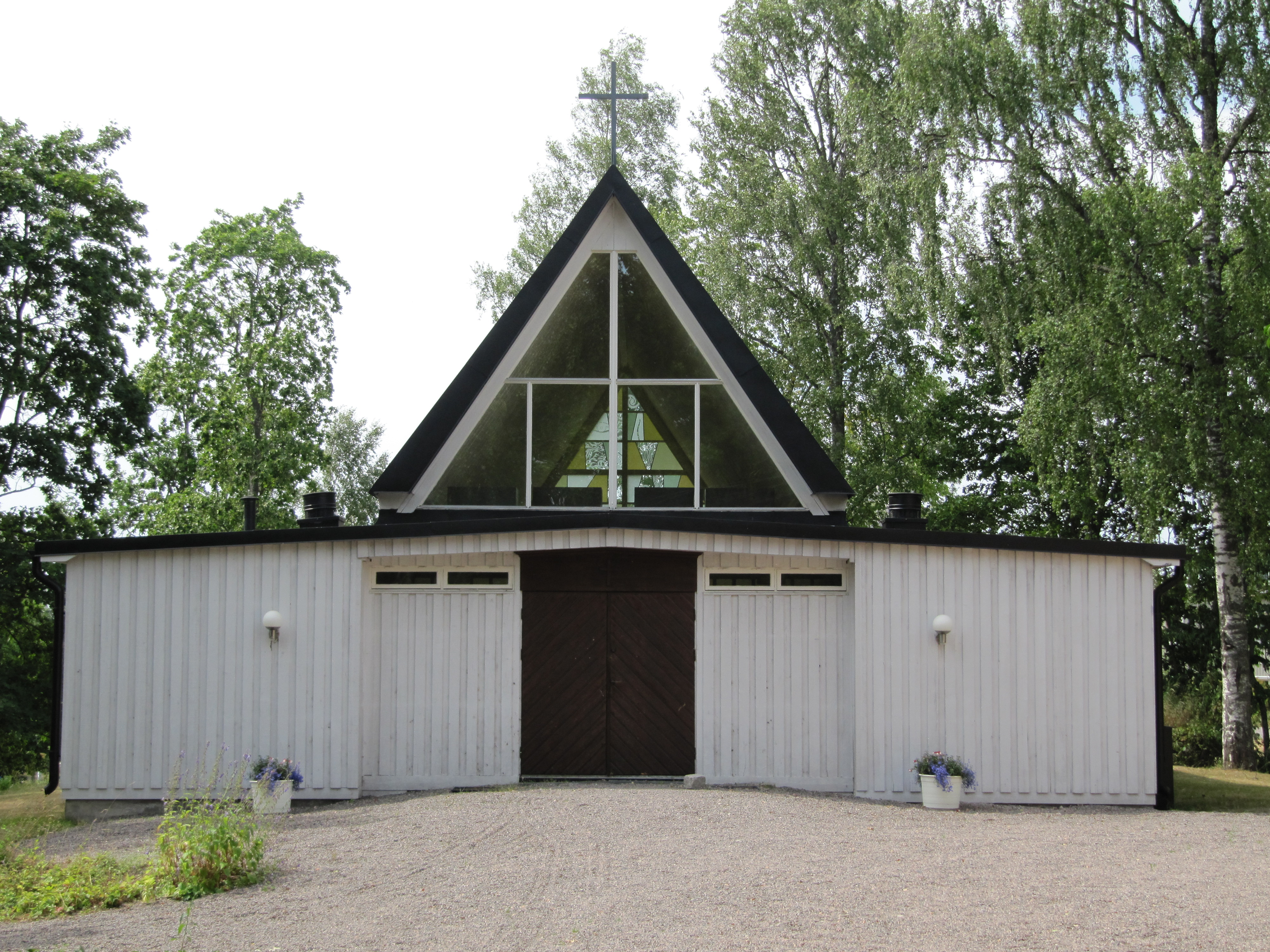
Örbyhus kyrka (1967)
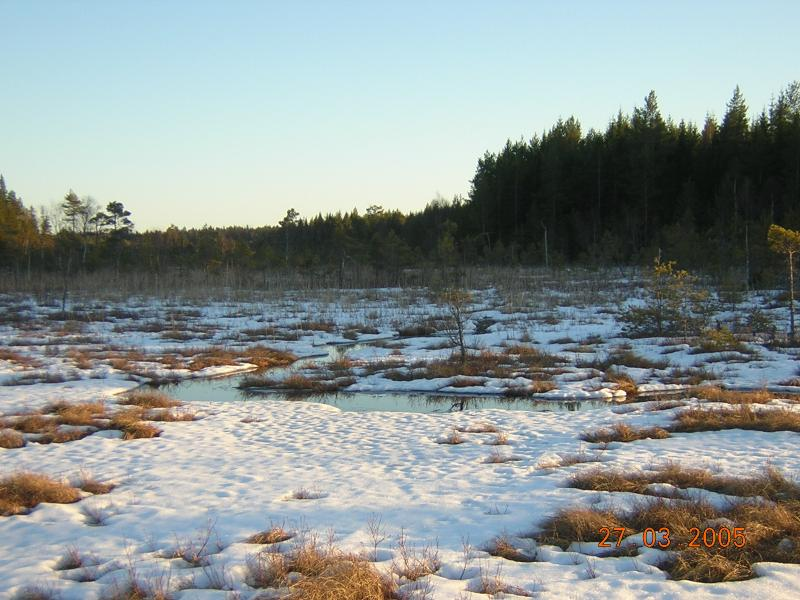
Frühjahr im Florarnas naturreservat

## Geschichte und Sehenswürdigkeiten
Örbyhus geht auf den im Südteil des heutigen Ortes gelegenen Hof Libbarbo zurück, der seit dem 13. Jahrhundert bekannt ist. Das Gebiet war später zwischen den Gemeinden der 1310 geweihten Vendels kyrka, etwa zehn Kilometer südöstlich, und der Tegelsmora kyrka aus dem späten 15. Jahrhundert, vier Kilometer nördlich, aufgeteilt.
Das drei Kilometer südlich des Ortes am Westufer des Sees Vendelsjön gelegene, namensgebende Schloss Örbyhus entstand an Stelle eines im frühen 14. Jahrhundert entstandenen Gutshofes. Dieser wurde Mitte des 15. Jahrhunderts von der späteren Königsfamilie Wasa erworben und zu einem repräsentativen Schloss ausgebaut. Später wurde das Schloss mehrmals umgebaut. Im Schloss sind heute unter anderem auch Gemälde von Anthonis van Dyck und Thomas Gainsborough zu sehen.
Örbyhus konsolidierte sich als eigenständige Ortschaft nach der Eröffnung der Uppsala-Gävle Järnväg, einer diese beiden Städte verbindenden privaten Eisenbahnstrecke 1874 (1933 verstaatlicht). Diese wurde auf Initiative des einflussreichen Politikers und damaligen Schlossbesitzers Baltzar von Platen über diese Route geführt. In Folge entstanden bis in das beginnende 20. Jahrhundert ein Sägewerk, eine Fabrik für Landtechnik sowie eine Fabrik für Skier, Tretschlitten, Eisschränke und Gartenmöbel. 1911 kam eine Bettenfabrik und 1935 eine Bekleidungsfabrik hinzu.
Die moderne Kirche von Örbyhus wurde 1967 geweiht.

## Persönlichkeiten
- Erik XIV. (1533–1577), König von Schweden, war nach seiner Absetzung 1568 ab 1574 in Örbyhus inhaftiert und fiel dort vermutlich einem Mordanschlag mit Arsenik zum Opfer
- Gustaf Karlsson Horn (1592–1657), Feldherr im Dreißigjährigen Krieg, geboren in Örbyhus